# Sérignac-sur-Garonne
Sérignac-sur-Garonne település Franciaországban, Lot-et-Garonne megyében. Lakosainak száma 1178 fő (2022. január 1.). Sérignac-sur-Garonne Saint-Hilaire-de-Lusignan, Colayrac-Saint-Cirq, Montagnac-sur-Auvignon, Montesquieu és Sainte-Colombe-en-Bruilhois községekkel határos.

## Népesség
A település népessége az elmúlt években az alábbi módon változott:
| Lakosok száma | 672  | 768  | 822  | 1047 | 1145 | 1150 | 1172 | 1172 | 1169 | 1178 |
|               | 1968 | 1982 | 1990 | 2006 | 2013 | 2015 | 2017 | 2019 | 2020 | 2022 |